# Henri Valois
Henri Valois (fr; 10 de setembro de 1603, em Paris – 7 de maio de 1676, em Paris) ou nos círculos clássicos Henricus Valesius, foi um filólogo e estudioso de historiadores clássicos e eclesiásticos. Ele é o irmão mais velho de Adrien Valois (1607–1692), que descreveu sua vida em uma biografia (publicada pela primeira vez em 1677), que é a base de todas as biografias modernas de Henri Valois.

## Vida
Pertencendo a uma família da pequena nobreza normanda estabelecida perto de Bayeux e Lisieux, Valois estudou com os jesuítas, primeiro em Verdun e depois no Collège de Clermont em Paris, onde estudou retórica sob Denis Pétau. Estudou direito em Bourges (1622–24) e retornou a Paris, onde, para agradar seu pai, praticou direito contra sua inclinação por sete anos. Quando recuperou sua liberdade, mergulhou nos estudos clássicos, que nunca havia abandonado completamente.
A princípio ele tinha apenas os parcos recursos deixados por seu pai, mas depois pensões do Presidente Jean-Antoine de Mesmes do parlamento de Paris, do clero da França, do Cardeal Mazarin e de Luís XIV forneceram-lhe o lazer necessário e a assistência de um secretário, pois sua visão nunca foi boa, e já em 1637 ele deixou de ter o uso do olho direito. Em 1664, quando estava quase cego, casou-se com a jovem Marguerite Chesneau e teve com ela quatro filhos e três filhas.

## Obras
Nicolas-Claude Fabri de Peiresc havia comprado um manuscrito em Chipre contendo a obra de Constantino Porfirogênito sobre virtude e vício. 
Valois extraiu dele numerosos fragmentos anteriormente inéditos de historiadores anteriores, que publicou em 1634: Polybii, Diodori Siculi, Nicolai Damasceni, Dionysii Halicarnassii, Appiani, Alexandri, Dionis et Ioannis antiocheni excerpta.
Em 1636 editou Ammiani Marcellini rerum gestarum libri XVIII, com abundantes notas que iluminaram toda a história daquele período e suas instituições, juntamente com dois fragmentos, um de uma Origo Constantini (ca. 340) e um datando de ca. 527; embora desconectados um do outro, esses dois itens ainda são normalmente impressos juntos sob seu nome, Anônimo Valesiano. Ele conseguiu reconhecer o ritmo das frases no estabelecimento do texto, ao mesmo tempo não fazendo ostentação de sua descoberta.  Esta edição foi revisada e ampliada por seu irmão Adrien em 1681.
Em 1650, a assembleia do clero francês o encarregou de publicar os historiadores eclesiásticos, depois que Mons. Charles de Montchal, arcebispo de Toulouse, foi obrigado a renunciar à tarefa. Em 1659 publicou a História Eclesiástica de Eusébio de Cesareia, e biografia e panegírico de Constantino, bem como o discurso de Constantino na assembleia: Eusebii Pamphili ecclesiasticae historiae libri decem . . . De vita Imp. Constantini . . . Oratio Constantini ad sanctos, & panegyricus Eusebii. O texto foi acompanhado por uma nova tradução latina, notas eruditas e quatro dissertações (sobre o Donatismo, o nome Anastasis aplicado à Igreja do Santo Sepulcro, a Septuaginta e o Martirológio Romano). Em 1668 publicou Sócrates de Constantinopla e Sozomeno com três livros de observações sobre a história de Santo Atanásio, sobre a de Paulo, Bispo de Constantinopla, e o sexto cânon de Niceia (contra Lamouy). 
Em 1673, completou seu livro com Teodoreto, Evágrio, e os excertos de Filostórgio e Teodoro Leitor: Socratis, Sozomeni, Theodoreti et Evagrii Historia ecclesiastica.
Ele fez um trabalho importante, e embora os manuscritos à sua disposição nem sempre fossem os melhores, seu tato e a certeza de sua crítica eram admiráveis. Suas notas temperadas e sanamente eruditas são excelentes documentos da erudição francesa do século XVII. Valois foi associado aos maiores estudiosos de seu tempo, com os quais, no entanto, sempre manteve sua liberdade de julgamento. Ele escreveu os elogios fúnebres de Jacques Sirmond, Pierre Depuy e Denis Pétau. Também escreveu vários poemas latinos ocasionais, mas para a posteridade ele é o editor erudito e exato dos historiadores eclesiásticos gregos.